# ماريا دافيلا
ماريا دافيلا (بالإسبانية: María Dávila)‏ هي رسامة إسبانية، ولدت في 1990 في مالقة في إسبانيا.

## وصلات خارجية
- الموقع الرسمي